# کلیسای سیاه

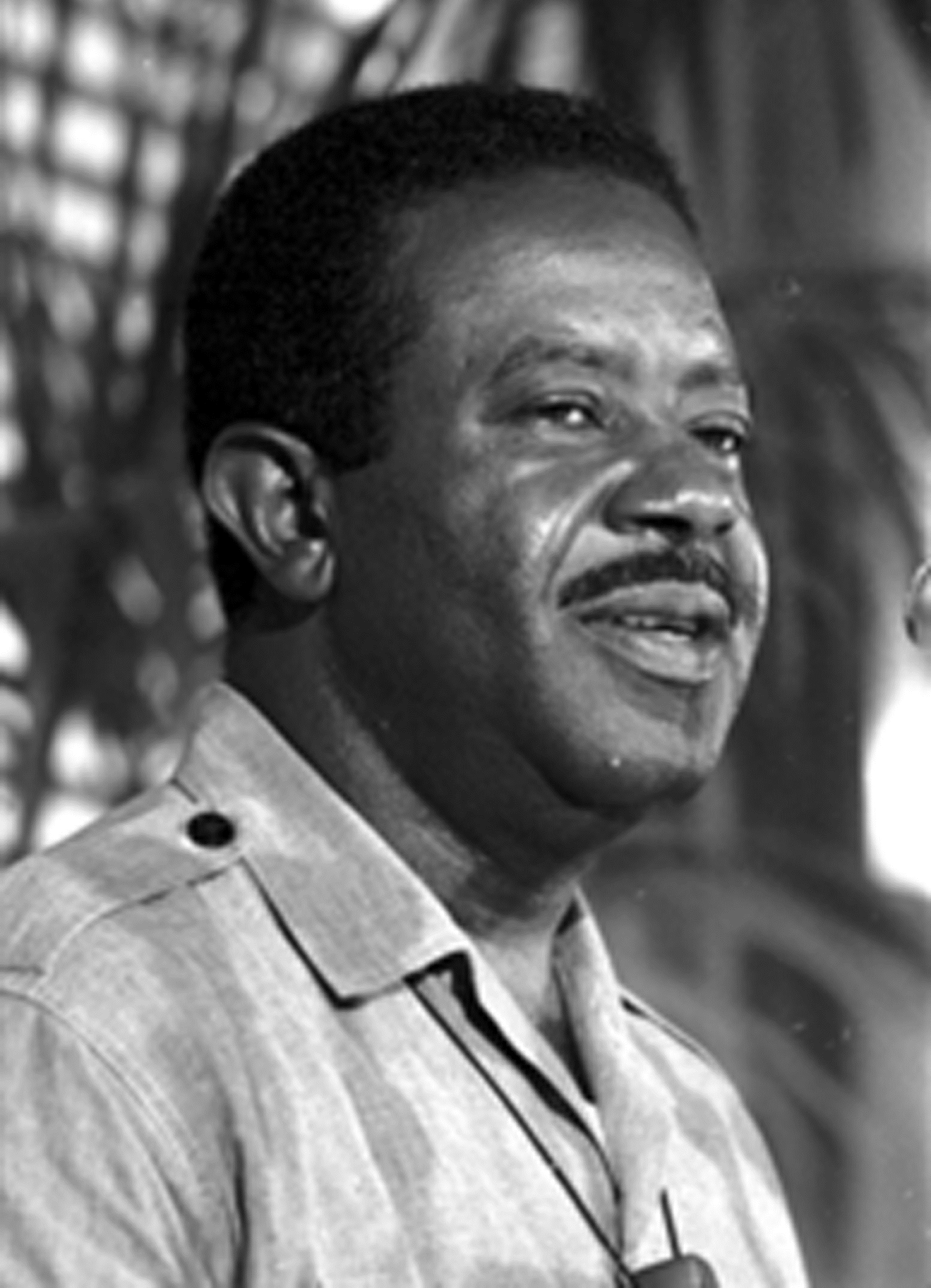
رالف دیوید ابرناتی کاهن بپتیست و فعال در جنبش حقوق مدنی آمریکا بود.

اصطلاح کلیسای سیاه به مجموعه کلیساهایی که در حال حاضر یا به‌طور تاریخی به جماعت‌های غالباً سیاهپوست آمریکایی در ایالات متحده خدمات رسانی کرده‌اند و همچنین سنت‌های جمعی و اعضای آنها گفته می‌شود. این اصطلاح همچنین می‌تواند به مجامع منفرد اشاره داشته باشد.
در حالی که برخی از کلیساهای سیاه عمدتاً به فرقه‌های پروتستان سیاهپوستان آمریکا، مانند کلیسای اسقفی متدیست آفریقایی (AME) تعلق دارند، بسیاری از کلیساهای سیاه درون فرقه‌های پروتستان غالباً سفیدپوست، مانند کلیسای متحد مسیح (که از درون کلیسای جماعت نیو انگلند برآمده) قرار دارند. همچنین تعداد زیادی کلیساهای سیاه کاتولیک وجود دارد.
اکثر اولین اجتماعات و کلیساهای سیاه که قبل از سال ۱۸۰۰ تشکیل شدند، توسط سیاه پوستان آزاد (از بردگی) تأسیس شدند - به عنوان مثال، در فیلادلفیا، پنسیلوانیا. کلیسای باپتیست سپرینگفیلد (آگوستا، جورجیا)؛ پیترزبرگ، ویرجینیا؛ و ساوانا، جورجیا. قدیمی‌ترین کلیسای باپتیست سیاه در کنتاکی و سومین کلیسای قدیمی در ایالات متحده، در حدود سال ۱۷۹۰ توسط پیتر دورت که برده بود تأسیس شد. قدیمی‌ترین کلیسای سیاه کاتولیک ، سنت آگوستین در نیواورلئان، توسط سیاه پوستان آزاد در سال ۱۸۴۱ تأسیس شد.